# CSM Focșani
Clubul Sportiv Municipal Focșani 2007, cunoscut sub numele de CSM Focșani, sau pe scurt Focșani, a fost un club de fotbal profesionist din Focșani, România, care a participat ultima oară în sezonul 2024-2025 al Ligii a II-a.
Echipa a fost înființată în 1953 sub numele de Spartac Focșani și, de-a lungul istoriei sale, a adoptat diverse denumiri precum Progresul, Rapid, Fructexport, Acord, Diplomatic și — cel mai popular printre fanii fotbalului românesc — Unirea.

## Istoric
Fondată în 1953 sub numele de Spartac Focșani, echipa a evoluat inițial în Campionatul Regional Bârlad. În primul său sezon, Spartac a câștigat campionatul regional, însă a ratat promovarea, clasându-se pe locul 2 în Seria I a turneului de baraj desfășurat la Ploiești.
Totuși, odată cu extinderea Diviziei B în sezonul următor, pe lângă cele patru câștigătoare de serie, au fost promovate suplimentar alte opt echipe, inclusiv Spartac. Evoluând în Seria a III-a, Spartac a evitat retrogradarea la limită, terminând pe locul 10 din 13, la doar trei puncte deasupra zonei retrogradării.
În 1955, echipa a fost redenumită Progresul și a avut un început promițător sub noua denumire, încheind pe locul 4 în Seria a II-a. Totuși, în sezonul următor, sub conducerea antrenorului Mihai Alexandrescu, a terminat pe locul 10.
În 1957, echipa a adoptat numele Unirea Focșani. Această schimbare nu a adus o îmbunătățire imediată a performanțelor, Unirea încheind sezonul 1957–58 pe locul 12 și pe locul 13 în ediția următoare, sub conducerea antrenorului Valentin Stănescu, evitând retrogradarea doar datorită unei noi extinderi a Diviziei B. În sezonul 1959–60, evoluând în Seria I, Unirea a terminat pe locul 11.
În 1960 numele suferă o nouă modificare: Rapid Focșani. În 1963 echipa retrogradează în Divizia C, unde va rămâne timp de 11 sezoane. În tot acest timp, numele suferă iar modificări: Fructexport (1963-1966), Unirea (1966-1970), Automobilul (1970-1972) și Unirea (din 1972). Cu acest ultim nume, echipa revine în Divizia B în anul 1974. Urmează 3 sezoane în B și apoi alte 2 în C (1977-1979). Revenirea în Divizia B aduce cu sine și schimbarea numelui în Unirea I.D.S.M.S.A.. Cele mai bune performanțe se petrec în aceasta perioadă. Locul 3 în sezonul 1980/1981 și 1981/1982. În sezonul 1980/1981 echipa fuzionează cu cealaltă echipă a orașului, devenind Unirea Dinamo. În 1985 retrogradează în C, dar promovează imediat, reușind în sezonul 1988/1989 pentru a treia oară clasarea pe locul 3. În 1993/1994 ocupă pentru a patra oară locul 3, însă cu numele de Acord. Sezonul următor cade în C, iar anul 1996 o găsește în divizia D, ulterior echipa desființându-se. În 1997 se realizează echipa Diplomatic Focșani prin schimbarea numelui echipei Unirea ’95 Focșani. În 1999 echipa revine în B condusă pe rând de Ion Constantinescu și mai apoi de Ioan Sdrobis.
În sezonul 2000/2001 își schimbă iar numele în Unirea 2000 Focșani. În sezonul 2004/2005 retrogradează în C de pe penultimul loc. Sezonul următor se desființează, ca în 2006 să se reînființeze ca CSM 2007 Focsani apoi în 2008 promovează în divizia C după aceea în 2009 în B și retrogradează înapoi,ulterior se retrage din campionate pentru sezonul 2014 deoarece echipa retrogradase în D,iar în 2016 revine iar în fotbalul românesc tot cu numele de CSM 2007 Focșani câștigând  Cupa României Vrancea și liga a IV-a,având să joace barajul pentru liga a III -a cu reprezentanta Neamțului,Teiul Poiana Teiului,reușind promovarea în liga a III-a cu scorurile de 2-1 respectiv 3-2.Au urmat 2 sezoane destul de bune pentru echipă în primul sezon reușind să se claseze pe locul 10 iar în al 2 lea locul 6,în ambele sezoane pierzând în turul al 4 lea a Cupei României.
Echipa a început sezonul 2023–24 cu Octavian Grigore ca antrenor principal, dar acesta a plecat cu două etape înainte de finalul primei faze, când echipa era deja calificată matematic în play-off-ul a seriei. Călin Moldovan a fost numit ca noul antrenor principal și a încheiat pe locul 2 în prima fază a Seriei a II-a, menținând această poziție și după play-off, calificându-se astfel în barajul de promovare. În prima rundă, focșănenii au eliminat Bucovina Rădăuți (2–0 și 1–1), dar au pierdut în turul secund împotriva echipei Metalul Buzău (2–1 și 0–2). CSM Focșani a primit o a doua șansă, alături de alte trei echipe eliminate în turul doi. Echipa din Vrancea a reușit o revenire spectaculoasă, învingând SCM Râmnicu Vâlcea cu 3–2 în semifinale, Alexandru Zaharia marcând golul decisiv în prelungiri, câștigând apoi cu 2–0 împotriva CS Dinamo București pe Stadionul Milcovul, asigurându-și revenirea în eșalonul secund după șaisprezece ani de absență.
În 2025, CSM Focșani s-a desființat, deoarece Consiliul Județean Vrancea nu a mai avut bani ca să mai finanțeze echipa de fotbal. Președintele Consiliului Județean Vrancea, Nicușor Halici, nu s-a mai ținut de promisiuni, ca să mai finanțeze alături de Consiliul Local Focșani, echipa de fotbal municipală, însă această situație nu a fost o noutate pentru echipa de fotbal, deoarece la începutul anului, echipa a amânat reunirea pentru partea a II-a, a sezonului Ligii a II-a. Echipa se număra printre echipele de fotbal, care aveau probleme financiare, însă situația nu s-a mai reglat. Ulterior, primarul municipiului Focșani, Cristian Valentin Misăilă a spus că din cauza problemelor financiare pe care echipa le-a suferit, că va retrage toate cluburile de seniori din competiții, și implicit, CSM Focșani nu va participa la următorul sezon de Liga a III-a, ducând la desființarea echipei de fotbal. Oamenii de afaceri din județul Vrancea au fost sfătuiți de către echipa de fotbal să mai finanțeze clubul, iar conducerea echipei speră să poată să refacă bugetul clubului de fotbal.

## Stadion
Stadionul de acasă al Focșaniului a fost Stadionul Milcovul din Focșani, care are o capacitate de 8,500 de locuri.

## Istoria numelor
| Nume                  | Perioada  | Motive                                 |
| --------------------- | --------- | -------------------------------------- |
| Spartac Focșani       | 1953–1955 |                                        |
| Progresul Focșani     | 1955–1957 |                                        |
| Unirea Focșani        | 1957–1960 |                                        |
| Rapid Focșani         | 1960–1963 |                                        |
| Fructexport Focșani   | 1963–1966 |                                        |
| Unirea Focșani        | 1966–1980 | În 1980, a fuzionat cu Dinamo Focșani. |
| Unirea Dinamo Focșani | 1980–1989 |                                        |
| Unirea Focșani        | 1989–1993 |                                        |
| Acord Focșani         | 1993–1997 |                                        |
| Diplomatic Focșani    | 1997–2002 |                                        |
| Unirea 2002 Focșani   | 2002–2007 |                                        |
| CSM 2007 Focșani      | 2007–2025 |                                        |

## Palmares
Liga a III-a
- Câsțigătoare (5): 1973–74, 1978-79, 1985–86, 1998–99, 2006–07
- Locul 2 (4): 1968–69, 1977–78, 2021–22, 2023-24

Liga a IV-a – Județul Vrancea
- Câsțigătoare (1): 2016–17

## Echipa actuală
La 8 iunie 2025.
| Nr. |            | Poziție | Jucător          |
| --- | ---------- | ------- | ---------------- |
|     | Kosovo     | M       | Arlind Dakaj⁠(d)  |
|     | România    | M       | Denis Rența⁠(d)   |
|     | Portugalia | F       | Pedro Albino⁠(d)  |
|     | România    | F       | Denis Brînzan⁠(d) |

| Nr. |         | Poziție | Jucător          |
| --- | ------- | ------- | ---------------- |
|     | România | A       | Gabriel Dodoi⁠(d) |
|     | România | F       | Mihai Stancu⁠(d)  |
|     | România | P       | Andrei Ureche⁠(d) |

## Parcursul competițional
| Sezon   | Nivel | Divizie                     | Loc      | Cupa României |
| ------- | ----- | --------------------------- | -------- | ------------- |
| 2024–25 | 2     | Liga a II-a                 | 19 (R)   | Play-off      |
| 2023–24 | 3     | Liga a III-a (Seria a II-a) | 2 (P)    | Primul tur    |
| 2022–23 | 3     | Liga a III-a (Seria a II-a) | 6        | Turul doi     |
| 2021–22 | 3     | Liga a III-a (Seria a II-a) | 2        | Turul trei    |
| 2020–21 | 3     | Liga a III-a (Seria a II-a) | 3        |               |
| 2019–20 | 3     | Liga a III-a (Seria I)      | 5        |               |
| 2018–19 | 3     | Liga a III-a (Seria I)      | 6        |               |
| 2017–18 | 3     | Liga a III-a (Seria I)      | 10       |               |
| 2016–17 | 4     | Liga a IV-a (VN)            | 1 (C, P) |               |
| 2012–13 | 3     | Liga a III-a (Seria a II-a) | 12 (R)   |               |
| 2011–12 | 3     | Liga a III-a (Seria I)      | 12       |               |
| 2010–11 | 3     | Liga a III-a (Seria I)      | 13       |               |
| 2009–10 | 3     | Liga a III-a (Seria I)      | 11       |               |
| 2008–09 | 3     | Liga a III-a (Seria I)      | 4        |               |
| 2007–08 | 2     | Liga a II-a (Seria I)       | 16 (R)   |               |

| Sezon   | Nivel | Divizie               | Loc      | Cupa României |
| ------- | ----- | --------------------- | -------- | ------------- |
| 2006–07 | 3     | Liga a II-a (Seria I) | 1 (C, P) |               |
| 2004–05 | 2     | Divizia B (Seria I)   | 15 (R)   |               |
| 2003–04 | 2     | Divizia B (Seria I)   | 8        |               |
| 2002–03 | 2     | Divizia B (Seria I)   | 10       | Optimi        |
| 2001–02 | 2     | Divizia B (Seria I)   | 11       |               |
| 2000–01 | 2     | Divizia B (Seria I)   | 12       |               |
| 1999–00 | 2     | Divizia B (Seria I)   | 13       |               |
| 1998–99 | 3     | Divizia C (Seria I)   | 1 (C, P) | Șaisprezecimi |
| 1997–98 | 3     | Divizia C (Seria I)   | 4        | Șaisprezecimi |
| 1995–96 | 3     | Divizia C (Seria I)   | 17 (R)   |               |
| 1994–95 | 2     | Divizia B (Seria I)   | 17 (R)   |               |
| 1993–94 | 2     | Divizia B (Seria I)   | 4        |               |
| 1992–93 | 2     | Divizia B (Seria I)   | 6        |               |
| 1991–92 | 2     | Divizia B (Seria I)   | 12       |               |
| 1990–91 | 2     | Divizia B (Seria I)   | 9        |               |
| 1989–90 | 2     | Divizia B (Seria I)   | 10       |               |

## Cele mai importate meciuri
| Sezon   | Echipa de acasă  | Rezultat | Echipa din deplasare | Stadion            | Date                                                                             |
| ------- | ---------------- | -------- | -------------------- | ------------------ | -------------------------------------------------------------------------------- |
| 2024/25 | CSM 2007 Focșani | 2-0      | AFC Câmpulung Muscel | Stadionul Milcovul | Debutul Focșaniului în Liga a II-a 2024-2025                                     |
| 2011/12 | CSM 2007 Focșani | 2-0      | Rapid II București   | Stadionul Milcovul | CSM 2007 Focșani împotriva unei echipe de juniori a unei mari echipe în Liga III |
| 2010/11 | CSM 2007 Focșani | 6-3      | Ivesti               | Stadionul Milcovul | Prima prezență a Focșaniului în Cupa României după reînființare                  |
| 2007/08 | CSM 2007 Focșani | 1-2      | FC Prefab 05 Modelu  | Stadionul Milcovul | Debutul Focșaniului în Liga a II-a 2007-2008                                     |
| 2007    | CSM 2007 Focșani | 2-4      | FC Dinamo București  | Stadionul Milcovul | Prima vizită a dinamoviștilor la Focșani                                         |
| 2008    | CSM 2007 Focșani | 0-2      | FC Steaua București  | Stadionul Milcovul | Prima vizită a steliștilor la Focșani                                            |